# Крузенштернське газоконденсатне родовище
Крузенштернське газоконденсатне родовище — одне з найбільших газових родовищ півострова Ямал у Тюменській області Росії.

## Опис
Родовище відкрито у 1976 році свердловиною № 45, пробуреною об'єднанням «Главтюменьгеология». Розташоване як на суші, так і на прилеглій ділянці шельфу в Карському морі, де залягає більша частина покладів. У межах родовища виявлено 8 газових та 4 газоконденсатні поклади. Колектором слугують пісковики із лінзовидними вкрапленнями глин та вапняків.
Станом на 2011 рік запаси за категорією С1 оцінювались у 965 млрд м³ газу та 21 млн т конденсату, по категорії С2 в 710 млрд м³ газу та 59 млн т конденсату.
Розробка родовища планується в межах гігантського проекту освоєння Ямалу, який розпочався у 2010-х роках із Бованенківського родовища та спорудження газопроводу Бованенково — Ухта. При реалізації первісних планів введення в експлуатацію Крузенштернського родовища очікується у 2020 році.